# Exoneura nigrihirta
Exoneura nigrihirta är en biart som beskrevs av Rayment 1953. Exoneura nigrihirta ingår i släktet Exoneura och familjen långtungebin. Inga underarter finns listade i Catalogue of Life.